# Carabus variolosus
Carabus variolosus is een keversoort uit de familie van de loopkevers (Carabidae). De wetenschappelijke naam van de soort is voor het eerst geldig gepubliceerd in 1787 door Fabricius. 
De soort heeft een karakteristiek reliëfstructuur op zijn rugschild.